# Antillostenochrus alticola
Espèce
Antillostenochrus alticola est une espèce de schizomides de la famille des Hubbardiidae.

## Distribution
Cette espèce est endémique de la province de Holguín à Cuba,. Elle se rencontre vers Moa.

## Description
Le mâle holotype mesure 5,65 mm et la femelle paratype 4,5 mm.

## Publication originale
- Teruel, 2003 : Adiciones a la fauna cubana de esquizómidos, con la descripción de un nuevo género y nueve especies nuevas de Hubbardiidae. (Arachnida: Schizomida). Revista Ibérica de Aracnología, vol. 7, p. 39-69 (texte intégral).